# Guide Bridge
Guide Bridge – wieś w Anglii, w hrabstwie ceremonialnym Wielki Manchester, w dystrykcie metropolitalnym Tameside. Leży 9 km na wschód od centrum miasta Manchester.